# داني راب
داني راب (بالإنجليزية: Danny Rapp)‏ هو موسيقي أمريكي، ولد في 9 مايو 1941 في فيلادلفيا في الولايات المتحدة، وتوفي في 5 أبريل 1983 في كورتسايت في الولايات المتحدة.

## وصلات خارجية
- داني راب على موقع IMDb (الإنجليزية)
- داني راب على موقع ميوزك برينز (الإنجليزية)
- داني راب على موقع ديسكوغز (الإنجليزية)